# Michel-Gabriel Paccard

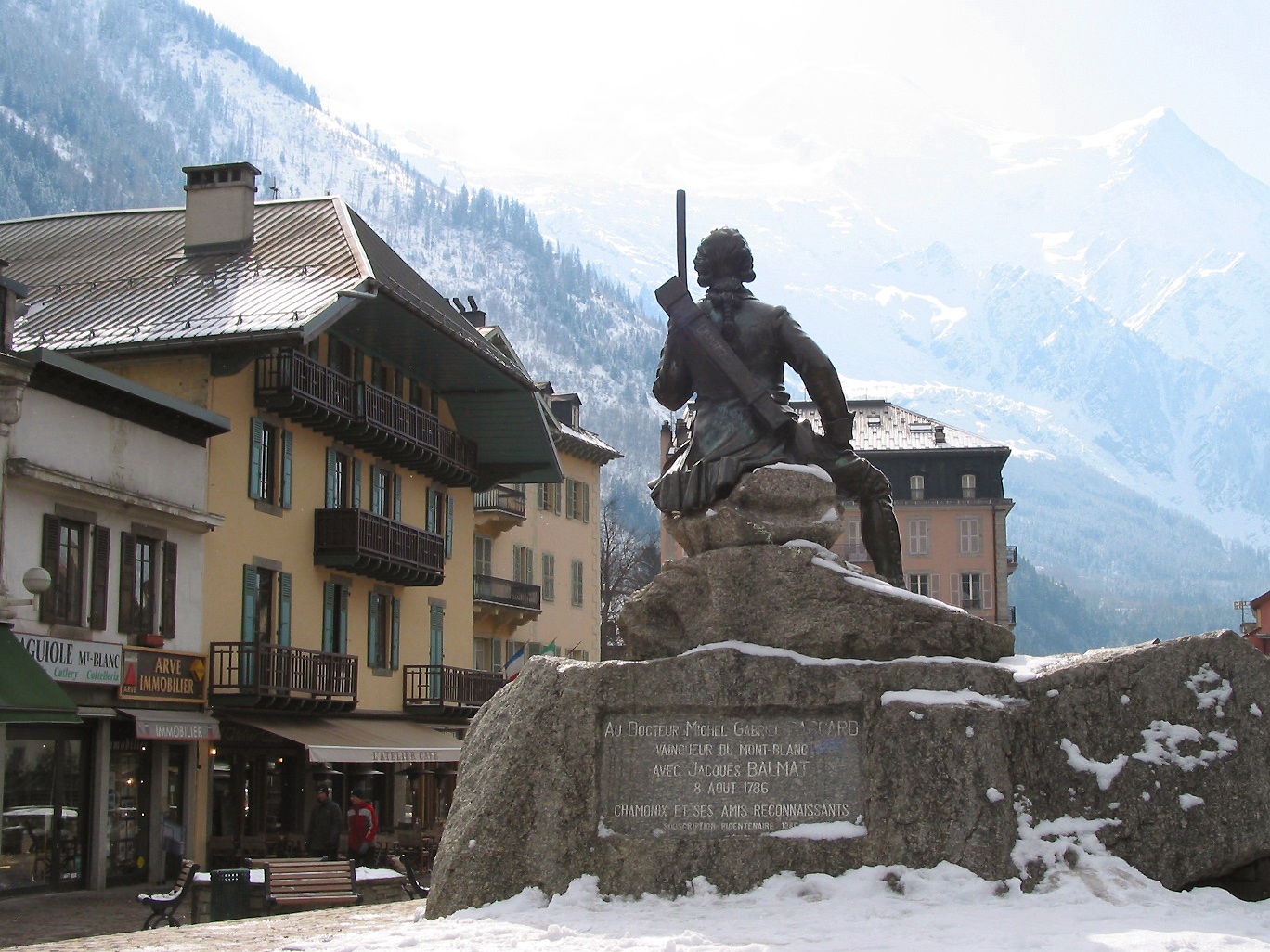
Statue von Michel-Gabriel Paccard in Chamonix

Michel-Gabriel Paccard (* 21. Februar 1757 in Chamonix; † 21. Mai 1827 ebenda) war ein savoyardischer Arzt und Alpinist.

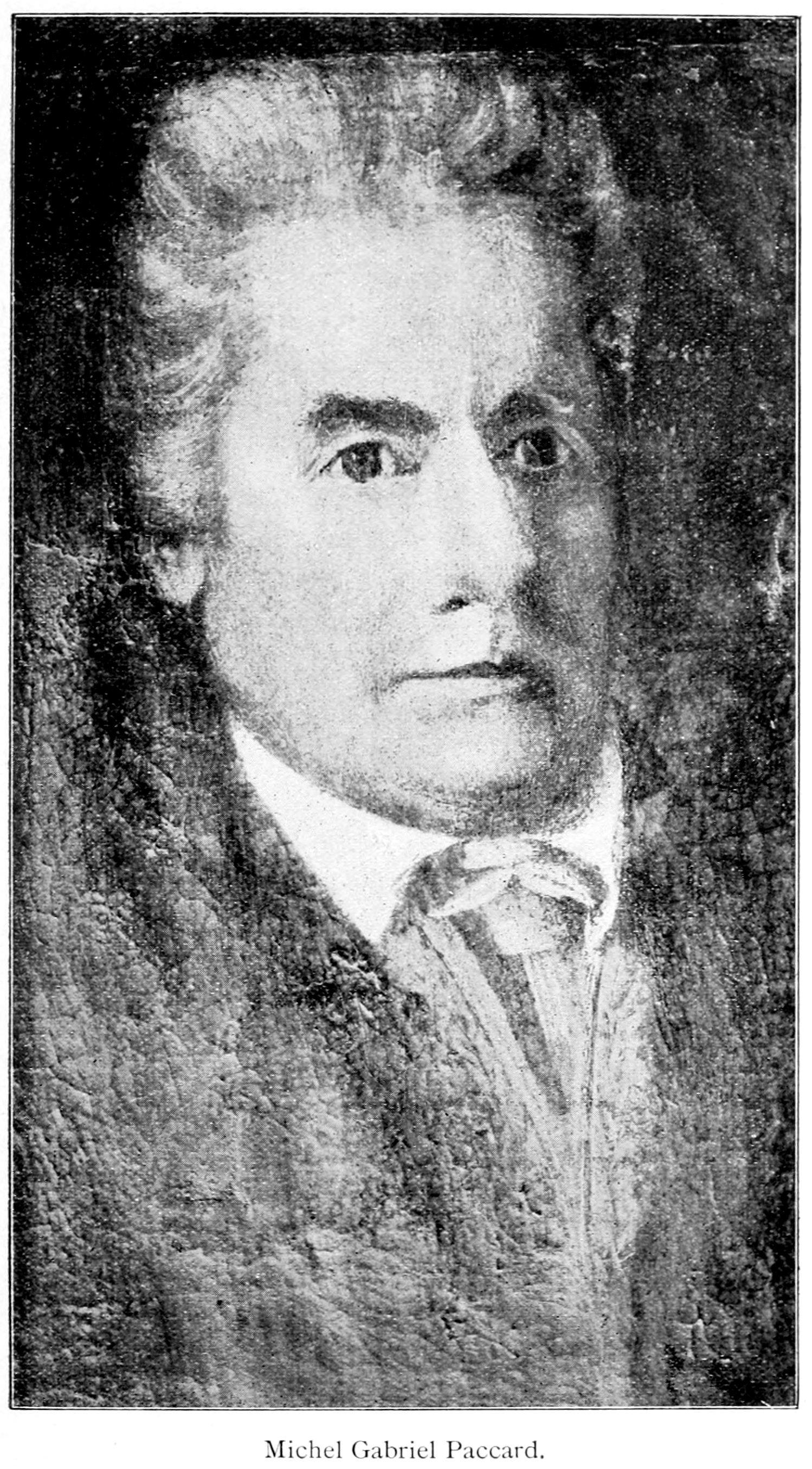
Porträt von Michel Gabriel Paccard

## Leben
Michel-Gabriel Paccard wurde am 21. Februar 1757 als dritter Sohn einer angesehenen Notars-Familie geboren.  Er besuchte das königliche Internat der Provinzen (italienisch Collegio reale delle Province) in Turin, Hauptstadt des Königreichs von Sardinien-Piemont.
Anschließend studierte er an der königlichen Akademie in Turin und später auch in Paris Medizin. Er promovierte wahrscheinlich vor 1781 und wirkte dann als Dorfarzt in Chamonix.
Seine Leidenschaft für die Botanik und Mineralien führte ihn mit Horace-Bénédict de Saussure zusammen, der den Wettlauf um die Erstbesteigung des Mont Blanc initiierte. Paccard startete 1783 zusammen mit Marc-Théodore Bourrit einen ersten, erfolglosen Besteigungsversuch. 1784 folgten mehrere Versuche mit Pierre Balmat. Am 8. August 1786 erreichte er schließlich mit Jacques Balmat den Gipfel des Montblanc und damit den höchsten Punkt der Alpen. Eine Statue in Chamonix erinnert an Paccard.